# Średniowieczny Wał Śląski koło Wierzbowej
Średniowieczny Wał Śląski koło Wierzbowej – 7,5-kilometrowy fragment systemu fortyfikacyjnego zwanego Wałami Śląskimi lub potocznie Wałami Chrobrego, średniowiecznej, łańcuchowej, drewniano-ziemnej budowli o przypuszczalnym historycznym znaczeniu protograniczno-obronnym, zlokalizowany w powiecie bolesławieckim – na północ od miejscowości Wierzbowa w Borach Dolnośląskich.
Zespół Wałów Śląskich bierze swój początek w okolicy Krosna Odrzańskiego, następnie biegnie w kierunku południowo-wschodnim, poprzez tereny powiatu zielonogórskiego, nowosolskiego, żagańskiego, i kończy się w północnej części powiatu bolesławieckiego w pobliżu wsi Wierzbowa – gdzie rozpoczynają się mokradła Puszczy Dolnej, będące w większości zlewnią Czarnej Wody.
Stwierdzone relikty łańcucha Wałów Śląskich, leżące pomiędzy Krosnem Odrzańskim a Wierzbową, liczą około 80 km długości. Kompleks ten uznawany jest za najdłuższy zabytek archeologiczny w Europie Środkowej; dotychczas nie przeprowadzono holistycznych badań pozwalających wyciągnąć wnioski w zakresie uściślenia okresu ich wzniesienia, pierwotnego przeznaczenia i budowniczych.
Z racji wielowiekowych oddziaływań czynników naturalnych i cywilizacyjnych zespół Wałów Śląskich w większości uległ znacznej degradacji. Wyszczególniony odcinek Wałów koło Wierzbowej zachował się w relatywnie dobrym stanie z uwagi na szczególną lokalizację – trudno dostępne obszary Borów Dolnośląskich, które w okresie PRL do roku 1992 były poligonem sowieckim (obecnie Przemkowski Park Krajobrazowy).
W pobliżu południowego krańca Wału koło Wierzbowej położone jest niewielkie, śródleśne wzniesienie, które na historycznych mapach niemieckich oraz w kronikach szkolnych okolicznych wsi, w tym w kronice szkoły w Wierzbowej (wówczas Rückenwaldau), określane było mianem Polackenberg (Góra Polaków). Miejsce i jego nazwa ma świadczyć o istniejącym w tej części Śląska osadnictwie polskim (słowiańskim), wypartym i napiętnowanym przez kolonizatorów niemieckich (germańskich).
Okolice te są wskazywane przez niektórych autorów jako jedno z prawdopodobnych miejsc, gdzie w 1015 roku miała się rozegrać – wzmiankowana przez Thietmara – potyczka z oddziałami germańskich najeźdźców, zwycięska dla plemion słowiańskich (opisywana jako Bitwa pod Przemkowem).
Fragment opisanego Wału styka się z wytyczonym niedawno szlakiem turystycznym relacji Wierzbowa – Przemków (okrężny szlak  długości 35 km).